# Harry Kies
Henricus Petrus Maria (Harry) Kies (Den Haag, 11 september 1953 – Woerden, 24 december 2020) was een cabaretimpresario. Hij was tot 1 augustus 2011 directeur van Harry Kies Theaterprodukties.

## Harry Kies Theaterprodukties
Harry Kies Theaterprodukties is de grootste cabaretproducent van Nederland. Het bedrijf is ontstaan uit het Leids Cabaret Festival. In 1982 vroegen de winnaars (Dubbel en Dwars) van dat festival of Harry Kies hun zaakwaarnemer wilde worden, omdat zij door het winnen van het festival een gigantische groei doormaakten.
Er kwamen meer gezelschappen, al dan niet via de drie grote cabaretfestivals en langzaam ontstond hetgeen Harry Kies Theaterprodukties nog steeds doet, zij het op grotere schaal. Inmiddels is naast cabaret ook een gedeelte ingevuld door meer toneelmatige theatervoorstellingen, familie- en kindervoorstellingen. Sinds een aantal jaren worden er ook tv programma's gemaakt als de Cabarestafette op tv, dat in 1997 overgenomen werd door het tv-programma De Nederlandse Cabaretdagen. Nog steeds organiseert zij het Leids Cabaret Festival.
Voor alle bij het bureau aangesloten artiesten worden de zakelijk belangen aangaande hun theatervoorstellingen waargenomen. Daarnaast wordt er op het artistieke vlak en in de productie van een theaterprogramma op alle vlakken ondersteuning gegeven.
Op 1 augustus 2011 is Kies gestopt met zijn werkzaamheden bij Harry Kies Theaterprodukties. Hij had hierover zes jaar eerder al afspraken gemaakt met zijn opvolgster Helga Voets. Het bedrijf heet sinds die datum Bunker Theaterzaken.
Op 24 december 2020 overleed Kies op 67–jarige leeftijd.